# Oddział Nikołaja Kozina
Oddział Nikołaja Kozina (ros. Отряд Николая Козина) – partyzancki antysowiecki oddział zbrojny na Białorusi w latach 1944–1948.
Nikołaj Kozin podczas okupacji był policjantem w służbie niemieckiej w okręgu łokockim. Po odwrocie z tych terenów wojsk niemieckich i Rosyjskiej Narodowej Armii Ludowej (RONA) w połowie 1944 roku, sformował on oddział partyzancki składający się z byłych policjantów, którzy nie ewakuowali się do Niemiec, przedstawicieli miejscowej ludności, nastrojonych wrogo do władzy sowieckiej i dezerterów z Armii Czerwonej. Początkowo oddział był częścią tzw. Zielonej Armii pod wodzą niejakiego Rozdymachy. Działał w lasach w rejonie suraskim obwodu briańskiego. Partyzanci liczyli na wybuch III wojny światowej pomiędzy aliantami zachodnimi i ZSRR. Oddział napadał głównie na różnego rodzaju składy i magazyny. Likwidował też aktywistów partyjnych. Wśród mieszkańców okolicznych wsi N. Kozin stworzył siatkę informatorów, którzy powiadamiali go o ruchach oddziałów służb bezpieczeństwa. Przeciwdziałał ponadto oddawaniu przez chłopów dostaw obowiązkowych. Oddział działał w grupach po kilku partyzantów, każda grupa miała swój obszar działania. Latem partyzanci przebywali w lasach, zaś po przyjściu zimy powracali do swoich miejsc zamieszkania. Przeciwko oddziałowi Sowieci skierowali silne oddziały Wojsk Wewnętrznych NKWD z całej Białorusi. Pierwsze akcje nie przyniosły jednak rezultatów. Doszło wręcz do ostrzelania jednego oddziału przez drugi, w wyniku czego zginęło kilku enkawudzistów. W tej sytuacji szef NKWD w rejonie suraskim został usunięty ze stanowiska, a jego miejsce zajął b. szef oddziału poczenskiego Michaił Czirikow. Wstrzymał on przeczesywanie lasów, a w zamian wysłał konfidentów do okolicznych wsi. Kiedy te działania też nie przyniosły rezultatów, postanowił przeprowadzić operację dezinformacyjną, wykorzystując uzyskane informacje o sporach wśród partyzantów między N. Kozinem i niejakim Matyką. NKWD sfabrykowało listy podpisane rzekomo przez Matykę, w których miał on źle wypowiadać się o swoim dowódcy i wspominać o jego likwidacji przy pomocy członków rodziny. Listy wpadły w ręce N. Kozina, który w tej sytuacji zorganizował zabójstwo Matyki. Doprowadziło to jednak do dezorganizacji oddziału, a w ostateczności do jego rozbicia w 1947 roku przez NKWD. Kilku partyzantów z N. Kozinem na czele, którzy ocaleli, doszło do wniosku, że zdradziło ich 3 braci Kurganskich, z których jeden był miejscowym aktywistą partyjnym. W tej sytuacji zostali oni zamordowani. Był to ostatni akord działalności resztek oddziału. Nikołaja Kozina zastrzelił wkrótce jeden z jego podwładnych o nazwisku Ławrow, który tego samego dnia poddał się Sowietom. Reszta partyzantów rozproszyła się po lasach. Na początku 1948 roku ukrywało się jeszcze 3 lub 4 z nich, ale zostali oni stopniowo wyłapani i skazani na kary długoletniego więzienia (w porównaniu do wcześniej złapanych, którzy otrzymali wyroki śmierci).